# (2847) Parvati
(2847) Parvati est un astéroïde de la ceinture principale.

## Description
(2847) Parvati est un astéroïde de la ceinture principale. Il fut découvert le 1er février 1959 à Flagstaff par l'Observatoire Lowell. Il présente une orbite caractérisée par un demi-grand axe de 2,17 UA, une excentricité de 0,12 et une inclinaison de 2,5° par rapport à l'écliptique.

## Compléments